# Арафурское море
Арафу́рское мо́ре (англ. Arafura Sea, индон. Laut Arafura) — окраинное море Индийского океана между Австралией, Новой Гвинеей и островами Танимбар и Кай.
Площадь Арафурского моря составляет 1017 тыс. км² (вместе с заливом Карпентария), средняя глубина 186 м, наибольшая 3680 м.
Средняя температура воды на поверхности Арафурского моря от 25 °C до 28 °C, солёность 34-35 ‰. Преобладающие ветры летом — северо-западный муссон, зимой — юго-восточный муссон. Величина сизигийных приливов у побережья Новой Гвинеи — 4,5 м. Площадь — 1017 тыс. км². Глубина преимущественно 50-80 м, к западу возрастает до 3680 м (глубоководная впадина Ару).
Развит лов устриц, подводная рыбалка.

## Этимология
Название моря впервые появилось в «Руководстве по плаванию под парусом для Арафурского моря» (Sailing Directions for the Arafura Sea) в 1837 году графом Джорджем Виндзорским, в котором он собрал повествования лейтенанта Королевского флота Нидерландов Колффа и Модера.
Было высказано предположение, что название «Арафур» имеет португальское происхождение, искажение слова «Альфурс», означающего «свободные люди». Недавнее исследование в Национальном архиве Нидерландов показало, что согласно Топонимическому словарю А. Д. ван дер Аа 1939 года «жители Молуккских островов называли себя „харафорами“, переводя „Анак анак гунунг“ как „дети гор“».
Первая европейская запись названия моря восходит по крайней мере к 1663 году, когда Джон Блау записал в текстах на своей настенной карте Ост-Индии «Archipelagus Orientalis, sive Asiaticus», что внутренние жители Молуккских островов называют себя «Alfores».
Томас Форрест проплыл через Молуккские острова (острова Малуку) в 1775 году и представил отчеты о людях «харафора», живущих в западной части Новой Гвинеи в подчинении «папуасам», и упомянул, что они также живут в Магиндано (Минданао). Географ Конрад Малте-Брун повторил сообщения Форреста о племене «харафорас» в 1804 году и добавил к их месту проживания Борнео. Этнолог Джеймс С. Причард описал их как охотников за головами. Форма «хоррафора» была записана Джоном Коултером, в его отчёте о пребывании во внутренних районах юго-запада Новой Гвинеи в 1835 году и применительно к тамошним племенам. Коултер пришёл к выводу, что папуасы и хоррафоры были двумя разными племенами в Новой Гвинее.

## Описание границ
Арафурское море на востоке граничит с Коралловым морем (через Торресов пролив), на западе с Тиморским морем, на северо-западе с морями Банда и Серам. Длина — 1290 км, ширина — 560 км.
Международной гидрографической организацией утверждено следующее описание границ Арафурского моря:

На севере. Юго-западная граница моря Серам [Линия, проведённая от мыса Кароефа, Новая Гвинея, к крайней юго-западной точке острова Ади, а затем к мысу Танджонг Боранг, крайней северной точке острова Ноехой Тджоет [Кай Бесар] (5°17′ ю. ш. 133°09′ в. д.)] и восточная граница моря Банда [линия, проведённая от мыса Танджонг Боранг, крайней северной точки острова Ноехой Тджет, через остров к его крайней южной точке, затем вниз к крайне северо-восточной точке острова Фордата, далее сквозь остров к северо-восточной точке острова Ларат, Танимбарские острова (7°06′ ю. ш. 131°55′ в. д.), затем вниз вдоль восточного побережья острова Джамдена [Ямдена] к его крайней южной точке, далее сквозь остров Анггармаса к крайне северной точке острова Селароэ и сквозь остров к мысу Танджонг Аро Оесоэ, его крайней южной точке (8°21′ ю. ш. 130°45′ в. д.)].
На востоке. Юго-западный берег Новой Гвинеи от мыса Кароефа (133°27’E) к устью реки Бенсбак (141°01’E), затем вниз к крайне северо-восточной точке полуострова Кейп-Йорк, Австралия (11°05′ ю. ш. 142°03′ в. д.).
На юге. Вдоль северного побережья Австралии от крайне северо-западной точки полуострову Кейп-Йорк к мысу Кейп-Дон (11°19′ ю. ш. 131°46′ в. д.).
На западе. Линия, проведённая от мыса Кейп-Дон к мысу Танджонг Аро Оесоэ, крайней южной точке острова Селароэ (Танимбарские острова).

## Рельеф дна
Арафурское море в значительной степени покрывает обширную мелководную банку, названную Крюммелем (1897) Арафурским шельфом, относящуюся к восточной части большого Северо-Австралийского шельфа, или шельфа Сахул. В настоящее время только его центральная часть называется шельфом Сахул. Арафурский шельф отделяется от внешней дуги островов Банда глубоководной впадиной Ару (3650 м). Впадина Ару почти в точности повторяет направление дуги островов Банда. Она входит в зону впадин, протянувшуюся от моря Серам через Тиморскую впадину к Яванскому жёлобу в Индийском океане. Впадина Ару имеет крутые края, плоское дно и заканчивается обрывом вблизи острова Новая Гвинея. В юго-западном направлении, примерно до 130° в. д., впадина Ару сужается и глубины уменьшаются (ширина около 40 км, глубина около 1600 м). Затем она расширяется и переходит в Тиморскую впадину. Впадина Ару на глубинах больше 3000 м занимает площадь 11 тыс. км².
Глубина Арафурского шельфа обычно колеблется в пределах 50—80 м. Более глубоководные участки находятся у края Арафурского шельфа, где с глубины 600 м круто поднимаются коралловые рифы. На шельфе расположены острова Ару. Пять более крупных островов этой группы отделяются друг от друга узкими проливами с глубинами, большими, чем на окружающем шельфе. Незначительное поднятие вдоль хребта Мерауке протянулось от островов Ару на юго-восток вдоль южного берега острова Новая Гвинея по направлению к полуострову Кейп-Йорк.

## Гидрография
Температура поверхностного слоя Арафурского моря достигает максимума в декабре—феврале (28,4 °C) и минимума в июне-августе (26,1 °C). Летом южного полушария в районе Арафурского моря между 4 и 10° ю. ш. ветры дуют с запада-северо-запада (северо-западный муссон) с силой 1,5—4,4 балла. На некотором расстоянии от побережья Австралии ветер имеет северо-северо-западное направление (1,5—2,4 балла). Зимой юго-восточные муссоны дуют с одинаковой силой (1,5—2,4 балла) над всей акваторией Арафурского моря. Для тех же периодов атмосферное давление соответственно равно 756,5—756 мм рт. ст. (с севера на юг) и 757,5—759 мм рт. ст. (с севера на юг).

### Течения и приливы
Поверхностные течения в Арафурском море к северу от 8° ю. ш. имеют нерегулярное и обычно неустойчивое направление. К югу от этой широты зимой южного полушария течения имеют преимущественно западное направление и скорость 10—20 миль/сутки. Летом у течений нет генерального направления; в юго-западной и юго-восточной частях Арафурского моря течения направлены за его пределы, соответственно в Индийский океан и Коралловое море. Третья система течений направлена против часовой стрелки вокруг точки 10° ю. ш., 136° в. д..
Скорость течений не превышает 10 миль/сутки. Величина сизигийных приливов в Арафурском море достигает 4,5 м у побережья острова Новая Гвинея (средняя величина поданным четырёх станций) и 2,5 м у острова Добо (острова Ару). У побережья острова Новая Гвинея зарегистрирована максимальная скорость приливного течения — 4,3 миль/сутки. На некотором расстоянии от побережья Австралии встречаются приливные течения со скоростью 5—10 миль/сутки.